# Homs
Homs (arabsky:حمص Ḥimṣ, dříve Emesa) je město v západní Sýrii a také hlavní město guvernorátu Homs. Nachází se v nadmořské výšce 501 metrů a leží 162 kilometrů severně od Damašku na řece Ásí. Město slouží jako klíčové spojení mezi vnitrozemskými městy a středomořským pobřežím.  
Před vypuknutím syrské občanské války byl Homs významným průmyslovým centrem s populací nejméně 652 609 obyvatel podle sčítání lidu z roku 2004. Bylo třetím největším městem Sýrie po Aleppu na severu a hlavním městě Damašku na jihu. Obyvatelstvo Homsu odráželo náboženskou rozmanitost celé Sýrie, sestávalo ze sunnitských a alávitských muslimů a křesťanů. Ve městě se nachází řada historických mešit a kostelů, nedaleko leží hrad Krak des Chevaliers, který je zapsán na seznamu světového dědictví UNESCO.
Homs se poprvé objevuje v historických záznamech v 1. století př. n. l. během existence Seleukovské říše. Stalo se hlavním městem království ovládaného emesenskou dynastií, která městu dala jeho jméno. Původně bylo centrem uctívání boha El-Gabala, pohanského idolu spojeného se sluncem. Později získalo význam v křesťanství během byzantské éry. V 7. století město dobyli muslimové a stalo se správním centrem oblasti nesoucí jeho současné jméno. V islámské éře bylo Homs díky své strategické poloze častým cílem bojů mezi muslimskými dynastiemi o kontrolu nad Sýrií. Za osmanské nadvlády začalo město upadat, ale v 19. století došlo k oživení jeho ekonomického významu díky rozmachu bavlnářského průmyslu. Během francouzského mandátu byl Homs centrem povstání a po získání nezávislosti v roce 1946 centrem odporu Baasistů proti prvním syrským vládám.
Během občanské války bylo město těžce zničeno při obléhání. V prosinci 2024 zahájili syrští povstalci ofenzívu, při níž vstoupili do města a tvrdili, že se jim podařilo ho ovládnout.  

## Historie
Po zhruba 2000 let sloužil Homs jako klíčové místo pro trh se zemědělskými surovinami, výrobní místo a obchodní centrum pro vesnice ze severní Sýrie. Poskytoval také útočiště v případě invaze.

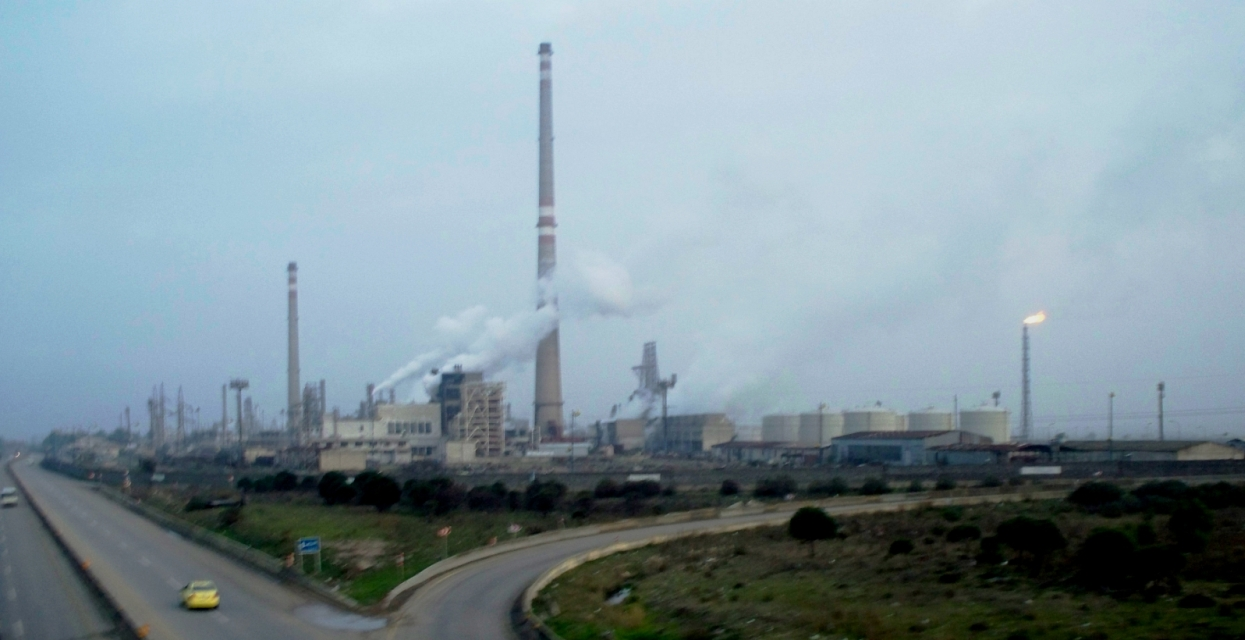
Ropná rafinérie.

Nachází se tu ropná rafinerie postavená československou společností Technoexport.

## Osobnosti
- Anicetus – papež ve 2. století
- Frans van der Lugt (1938–2014) – zavražděný jezuitský kněz nizozemského původu